# Thawal Thamrong Navaswadhi
Đô đốc Thawan Thamrongnawasawat (tiếng Thái: ถวัลย์ ธำรงนาวาสวัสดิ์, tiếng Trung: 鄭連淡, Phiên âm thay thế Thawal Thamrong Navaswadhi, ngắn Thamrong), sinh ra Thawan Tharisawat (tiếng Thái: ถวัลย์ ธารีสวัสดิ์; 21 tháng 11 năm 1901 - 3 tháng 12 năm 1988), là Thủ tướng thứ 8 của Thái Lan từ năm 1946 đến năm 1947. Trước khi trở thành một chính trị gia, ông là một sĩ quan hải quân, giữ vị trí Đề đốc.
Là một sĩ quan Hải quân gốc Hoa, Thamrong là một thành viên hàng đầu của phong trào chống Nhật - Phong trào Dân tộc Thái tự do trong Thế chiến II. Ông trở thành thủ tướng được bầu vào Thái Lan vào ngày 23 tháng 8 năm 1946, thay thế Khuang Abhaiwongse. Tuy nhiên, ông bị phế khỏi chức vụ do một cuộc đảo chính quân sự do Thống chế Plaek Pibulsonggram tổ chức vào ngày 8 tháng 11 năm 1947. Abhaiwongse sau đó lại đảm nhiệm chức vụ thủ tướng một lần nữa.